# 恐竜ルネッサンス

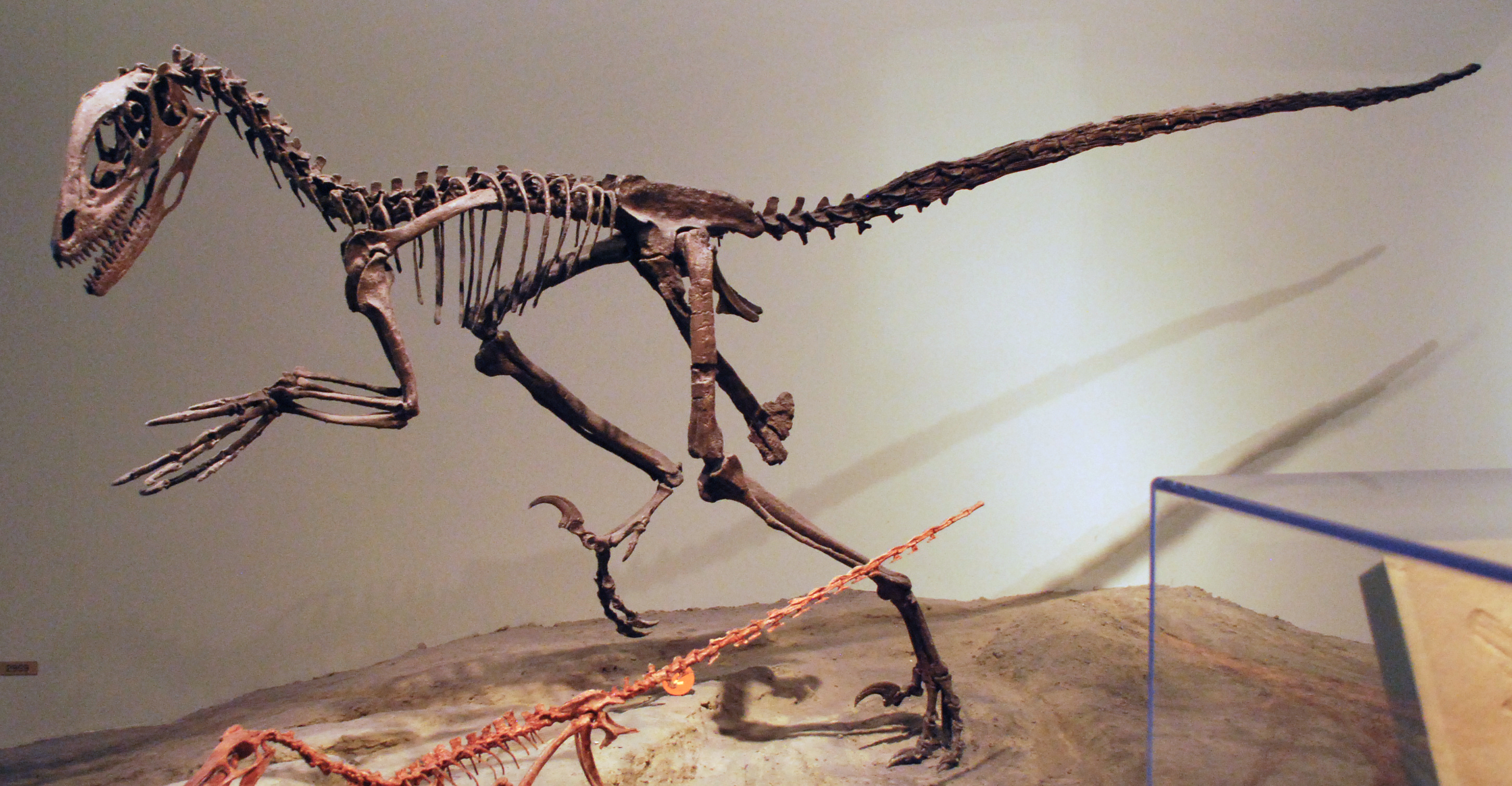
恐竜ルネッサンスのきっかけとなったデイノニクスの全身骨格。

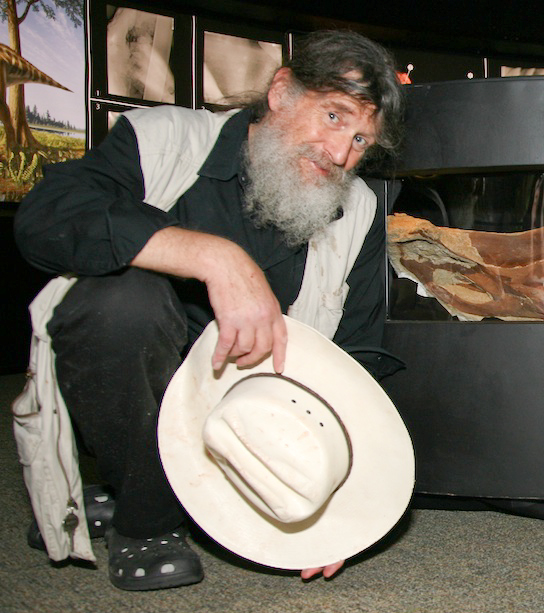
恐竜ルネッサンスの名付け親であるロバート・バッカー。

オストロムが示したデイノニクスの前肢（左図）と始祖鳥の前肢（右図）の類似。

恐竜ルネッサンス（きょうりゅうルネッサンス）とは、1960年代以降に恐竜研究の世界に生じた一連のパラダイムシフトを指す言葉である。1964年のジョン・オストロムによる小型肉食恐竜デイノニクスの研究をきっかけに、「恐竜（の少なくとも一部）は現生の温血動物と同様に活動的な生活を営み、高度な社会性を持っていた」という考え（恐竜恒温説）が広まった。これによって、20世紀前半まで一般的であった「恐竜は冷血動物でのろまな動物である」というイメージは覆された。
オストロムの弟子であり、賛同者でもあったロバート・バッカーは「停滞していた恐竜研究を改革していく」と明言し、このパラダイム・シフトのことを、美術史におけるルネッサンスになぞらえ、“恐竜ルネッサンス”と表現した。恐竜ルネッサンスは恐竜に関する生物学的な知見（生理学、進化、行動、生態、絶滅など）に大きな影響を与え、一般の恐竜に対する多様なイメージを培うことになった。

## 鳥類の起源をめぐる論争
19世紀中盤以降、進化論についての議論の発展とともに、多くの科学者が鳥類と恐竜の系統的な関係について注目した。1859年に種の起源が発刊されてすぐに、トーマス・ハックスリーは鳥類が恐竜の子孫であるとの考えを示した。彼は一部の恐竜と始祖鳥と現在の鳥類との間に認められる骨格の類似点を詳細に示した。
しかし1926年になって、ゲラルド・ハイルマンは「鳥類の起源」の中で恐竜には叉骨（左右の鎖骨が融合した鳥類特有の骨）がまったく見られないことに言及し、恐竜と鳥類の直接の系統関係を否定した。その後、鳥類は恐竜よりむしろ、ワニ形類や槽歯類から進化したものだとする説が広く受け入れられ、鳥類の起源に関して恐竜は議論の対象から外れてしまった。その結果、一般の学術的な興味は恐竜の系統関係や進化から大きく遠ざかってしまった。この状況は1960年代まで続くことになる。
1964年にジョン・オストロムはモンタナ州から発見されたデイノニクス・アンティルホプスを報告した。デイノニクスは鳥類にとてもよく似た骨格を持っていた。オストロムは鳥類の骨格とデイノニクスの骨格との間には偶然ではすまされない多くの共通点があることに気がついた。このことは彼が鳥類の恐竜起源説に賛同するきっかけとなった。彼は小型肉食恐竜（コエルロサウルス類）から鳥類が進化したとする説を論じた。デイノニクスに近縁なヴェロキラプトルの全身骨格はその40年前に発見されていたが、当時は鳥類と恐竜の系統関係について何の議論も呼び起こさなかった。
オストロムの発見以降、鳥類の恐竜起源説は多くの古生物学者の賛同を得ることになった。今日では、鳥類が恐竜に起源を持つという学説は学界でひろく受け入れられている。さらに、近年の分岐系統学の発展や相次ぐ羽毛恐竜の発見はこの説をさらに強固なものとしている。
恐竜と鳥類の系統関係がクローズアップされたことは恐竜の進化に関する学術的な興味を呼び起こした。現在、恐竜（獣脚類）から鳥類への系統発生は詳細に解明されている。

## 恐竜単系統説
恐竜研究の黎明期において恐竜は共通の祖先を持つ単系統のグループであると考えられていた。しかしながら、ハリー・シーリーはこの考えに反対し、恐竜は2つの目に分けられるとの見解を示した。すなわち竜盤目と鳥盤目である。彼は両者がともに主竜類に含められるものの、特に密接な関係にあるわけではないとの説を示した。その後、この説はひろく受け入れられたがために、「恐竜」とはもはや科学的な分類名ではなく、非科学的な俗語とみなされるようになった。この考え方は20世紀中盤まで研究者たちの間ではごく標準的なものであった。
この状況は1974年に一変する。バッカーとピーター・ガルトンはネイチャー誌において「“恐竜”とは綱レベルでのれっきとした単系統の分類群であり、それどころか鳥類までもがこれに含まれる」という説を発表した。この復活した恐竜単系統説は当初は異論が多かったものの、恐竜の研究に分岐学の手法がさかんに導入されるようになってから支持を集めるようになり、やがてひろく支持されるようになった。しかし一方では、恐竜を綱レベルまで引き上げることに対しては、「哺乳綱」にも匹敵するような巨大な分類群を作ることへの反感からか、古生物学者たちの間では反論も多い。

## 恐竜の活動度

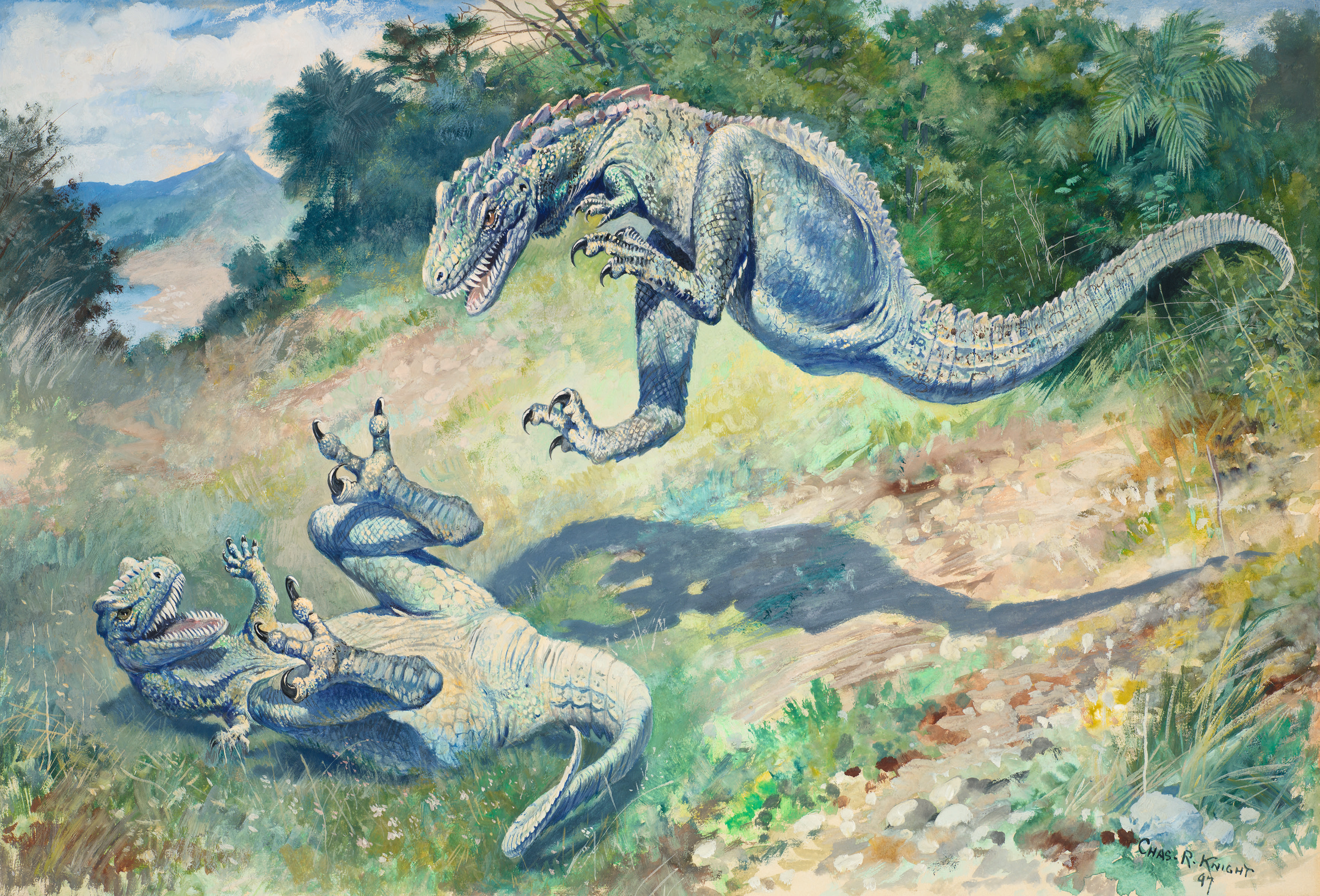
1897年にチャールズ・R・ナイトによって描かれたラエラプス（現在のドリプトサウルス）の生態復元画。バッカーは、19世紀には活発な恐竜のイメージが広く認められたことを指摘し、このような恐竜のイメージの復権を目指した。

1968年の「恐竜異説」にはじまる60年代から80年代にかけての一連の著作において、バッカーは恐竜と現生の哺乳類や鳥類との類似点に注目し、恐竜はすべて温血動物であり活動的であったという恐竜恒温説を熱烈に主張した。彼は著作において現在進行しつつある恐竜ルネッサンスをさかんに紹介しつつも、自らは19世紀後半に一般的であった恐竜のイメージを新たな証拠にもとづいて復権させようとしているのだと強調した。
バッカーは自らの学説を擁護するために解剖学的・統計学的な議論を行ったが、その手法は科学者の間に激しい議論を呼び起こした。この議論は古生物学（とくに骨組織学）の新しい手法として関心が寄せられた。後に、この手法は恐竜の成長率を測定する方法として応用されることになる。現在では、ほとんどの恐竜は現生の爬虫類よりも高い代謝率を持ったと思われている。しかし、バッカーらがはじめて恐竜恒温説を提案したときよりも、その議論を取り巻く状況はより複雑になっている。たとえば、「小型恐竜は恒温動物であったかもしれないが大型種は慣性恒温動物であった」とか、「多くの恐竜は恒温動物と慣性恒温動物との中間の代謝率を持つことができた」など、恐竜恒温説の議論に寄せられる意見は多様化している。

## 恐竜の生態に関する新説
60年代後半には、恐竜の生態に関するいくつもの新しい学説が出現した。たとえば、バッカーは足跡化石の研究にもとづいて、竜脚類の群れでは大人達が幼体たちの周りを囲って守りながら移動していたのだと主張した。この学説は竜脚類が高度な社会性を持っていたことを示した。まもなく、このかたよった解釈にはオストロムによって疑問が示された。しかし、恐竜足跡化石の重鎮であるローランド・T・バードはバッカーに賛同した。
70年代後半には、営巣する恐竜について正確な研究がなされた。その研究の中で、ジャック・ホーナーはマイアサウラ（ハドロサウルス類の一種）が巣で幼体を世話していたことを示した。この研究によって、恐竜が現生の鳥類や哺乳類のように育児を行っていたことが初めて示された。

## 新しい恐竜像
恐竜ルネッサンスは、科学的な概念だけでなく、アーティストによる恐竜の復元像をも変革させた。バッカーは、さかんに恐竜の復元図を描いて自らの考えを示した。1969年に、バッカーがオストロムの著作のために描いた、デイノニクスの復元図は恐竜ルネッサンスにおける象徴の1つになった。1970年代、恐竜の復元像は従来のトカゲのような姿から、より哺乳類や鳥類に似た姿で描かれるようになった。アーティスト達は恐竜の運動と生態についてより新しい学説を取り入れながら、より活発な姿をした恐竜復元像を描き始めた。
この時代を代表するアーティストとしては、バッカーのほかにEly Kish、Mark Hallett、グレゴリー・ポール （以上は1970年代）、Doug Henderson、John Gurche （1980年代初頭）などが挙げられる。とくにポールは恐竜の解剖学の知見にもとづき、バッカーの学説を擁護し、さらに先鋭化させた。彼は正確で詳細な恐竜復元像を示した。その中で、彼は伝統的な復元方法の誤りを指摘した。彼は羽毛を生やした恐竜復元像を数多く発表し、いくつもの著作と「Predatory Dinosaurs of the World」（邦題：肉食恐竜事典）において自らの考えを示した。彼の学説は、1990年代に相次いだ羽毛恐竜の発見によって証明された。ポールの学説とスタイルは、恐竜の復元スタイルへの大きな影響を持ちつつ、今後もしばらく続くと思われる。

## 恐竜絶滅に関する新しい仮説
人々の恐竜への関心をかき立てている原因のひとつは、「なぜ恐竜は絶滅したか」という謎である。1980年にルイス・アルバレスらによって、K/T境界の大量絶滅は白亜紀末の隕石衝突によって引き起こされたという新たな学説が発表された。1990年代初頭にはメキシコのユカタン半島から隕石衝突の痕跡が発見され、この学説はいっそう強固なものになった。これらK-T境界での研究は後に、大量絶滅に関する研究の先駆けとなった。

## 文化への影響
恐竜ルネッサンスは、恐竜に対する人々の興味をさらにかき立てた。バッカーの一般向けの著作と本（特に「恐竜異説」）は、かなり恐竜研究の大衆化に貢献した。
1993年の映画、『ジュラシック・パーク』の公開は恐竜ルネッサンスの学説をひろく一般に知らしめた出来事だった。著名な映画においては初めて、恐竜が知的で機敏な温血動物のように描写された。この映画のコンサルタントをジャック・ホーナーが務め、グレゴリー・ポール、Mark Hallett、Doug Henderson、John Gurcheらの作品が映画製作の過程で使われた。結局、この映画の中には学術的な間違いが多かった一方で、これらのアーティスト4人は「恐竜の専門家」としてエンディング・クレジットに名前が登場する。
バッカー自身の意見はこの映画の内容にまったく反映されなかった。しかし、バッカーにそっくりな人物が次作の『ロスト・ワールド』に登場する。